# Phước Tỉnh
Phước Tỉnh là một xã thuộc huyện Long Đất, tỉnh Bà Rịa – Vũng Tàu, Việt Nam.

## Địa lý
Xã Phước Tỉnh có vị trí địa lý:
- Phía đông giáp xã Phước Hưng
- Phía tây và phía bắc giáp thành phố Vũng Tàu với ranh giới là sông Cỏ May
- Phía nam giáp Biển Đông.

Xã Phước Tỉnh có diện tích 6,80 km², dân số năm 1999 là 22.106 người, mật độ dân số đạt 3.251 người/km².
Phía tây bắc xã có cầu Cửa Lấp bắc qua sông Cỏ May trên tuyến đường ven biển nối thành phố Vũng Tàu với thị trấn Long Hải.

## Hành chính
Xã Phước Tỉnh được chia thành 8 ấp: Phước Bình, Phước Hiệp, Phước Hương, Phước Tân, Phước Thái, Phước Thắng, Phước Thiện, Tân Phước.

## Lịch sử
Sau năm 1975, Phước Tỉnh là một xã thuộc huyện Long Đất.
Ngày 23 tháng 7 năm 1999, Chính phủ ban hành Nghị định số 57/1999/NĐ-CP về việc thành lập xã Phước Hưng trên cơ sở 854,26 ha diện tích tự nhiên và 9.700 người của xã Phước Tỉnh.
Sau khi điều chỉnh địa giới hành chính, xã Phước Tỉnh còn lại 679,73 ha diện tích tự nhiên và 16.780 người.
Ngày 9 tháng 12 năm 2003, Chính phủ ban hành Nghị định số 152/2003/NĐ-CP về việc chia huyện Long Đất thành huyện Long Điền và huyện Đất Đỏ. Khi đó, xã Phước Tỉnh thuộc huyện Long Điền.
Ngày 24 tháng 10 năm 2024, Ủy ban Thường vụ Quốc hội ban hành Nghị quyết số 1256/NQ-UBTVQH15 về việc sắp xếp đơn vị hành chính cấp huyện, cấp xã của tỉnh Bà Rịa – Vũng Tàu giai đoạn 2023 – 2025 (nghị quyết có hiệu lực từ ngày 1 tháng 1 năm 2025). Theo đó, thành lập huyện Long Đất trên cơ sở huyện Long Điền và huyện Đất Đỏ. Khi đó, xã Phước Tỉnh thuộc huyện Long Đất.